# Fincken
Fincken é um município da Alemanha localizado no distrito de Mecklenburgische Seenplatte, estado de Mecklemburgo-Pomerânia Ocidental. Pertence ao Amt de Röbel-Müritz.